# Avicularia soratae
Avicularia soratae là một loài nhện trong họ Theraphosidae và thuộc chi Avicularia. Loài này phân bố ở Bolivia.